# Tíria
Segons la mitologia grega, Tíria (en grec antic Θύρια) o també Híria (Υρυα), va ser una filla d'Amfínom.
De les seues relacions amb Apol·lo va néixer Cicne. Apol·lo la va transformar en cigne quan el seu fill, desesperat per no tenir amics, es va llençar, junt amb ella, a un llac.